# Lindernia bryoides
Lindernia bryoides é uma espécie botânica do gênero Lindernia pertencente à família Linderniaceae.